# کریستین پریمولا
کریستین پریمولا (انگلیسی: Krystian Prymula؛ زادهٔ ۱۷ مارس ۱۹۸۳) بازیکن فوتبال است.
از باشگاه‌هایی که در آن بازی کرده‌است می‌توان به باشگاه فوتبال روت وایس اهلن و باشگاه فوتبال کمنیتس اشاره کرد.